# Мозаичный павлиний скат
Мозаичный павлиний скат (лат. Pavoraja mosaica) — вид хрящевых рыб рода семейства Rajidae отряда скатообразных. Обитают в тропических водах Тихого океана. Встречаются на глубине до 405 м. Их крупные, уплощённые грудные плавники образуют округлый диск со треугольным рылом. Максимальная зарегистрированная длина 27,9 см. Откладывают яйца. Не являются объектом целевого промысла.

## Таксономия
Впервые новый вид был научно описан в 2008 году. Голотип представляет собой половозрелого самца длиной 27,4 см, пойманного у побережья Квинсленда (19°38′ ю. ш. 150°33′ в. д.) на глубине 312—318 м. Паратипы: самки длиной 23,4—27,9 см, самцы длиной 8,3—18,2 ,пойманные там же на глубине 303—405.

## Ареал
Эти скаты являются эндемиками восточного побережья Австралии. Встречаются в верхней части материкового склона на глубине от 300 до 405 м.

## Описание
Широкие и плоские грудные плавники этих скатов образуют ромбический диск с широким треугольным рылом и закруглёнными краями. На вентральной стороне диска расположены 5 жаберных щелей, ноздри и рот. Хвост длиннее диска. На хвосте имеются латеральные складки. У этих скатов 2 редуцированных спинных плавника и редуцированный хвостовой плавник.
Максимальная зарегистрированная длина 27,9 см.

## Взаимодействие с человеком
Эти скаты не являются объектом целевого лова. Интенсивный промысел в ареале отсутствует. Международный союз охраны природы присвоил виду охранный статуса «Вызывающий наименьшие опасения».